# R&B Jumpoff Vol. 37
R&B Jumpoff Vol. 37 to wydany w 2008 roku mixtape amerykańskiego rapera Big Mike’a i producenta Big Stressa. Zawiera on utwory wykonawców R&B.
Piąty i dziewiąty utwór nie ma tytułu.

## Lista utworów
1. "I'm a Beast (Worldwide Exclusive)" (R. Kelly)
2. "Touch My Body" (Mariah Carey)
3. "In This Club" (Usher ft. Young Jeezy)
4. "Like You'll Never See Me Again (Remix)" (Alicia Keys ft. Ludacris)
5. Lyfe Jennings ft. T.I. & Lil Wayne
6. "Moving Mountains" (Usher ft. Timbaland)
7. "Just Fine (Remix)" (Mary J. Blige ft. Lil Wayne)
8. "I Was in Love" (Ne-Yo)
9. Ne-Yo ft. Kanye West & Jermaine Dupri
10. "How We Do in the A" (Lloyd ft. Ludacris)
11. "Diamond Girl (Remix)" (Ryan Leslie ft. Kanye West
12. "Sexy Can I" (Rayj ft. Young Berg)
13. "American Boy" (Estelle ft. Kanye West)
14. "Feedback (Remix)" (Janet Jackson ft. Ciarra)
15. "Missing You" (Letoya & Webbie)
16. "Bust It Baby (Remix)" (Trey Songz & Plies)
17. "Viva La White Girl" (Gym Class Heroes ft. Lil Wayne)
18. "Love Like This (Remix)" (Natasha Beddingfield ft. Lil Wayne & Sean Kingston)
19. "Nothin in This World (Remix)" (Sean Kingston ft. Juelz Santana & Paula Deanda)
20. "On Fire" (Shareefa ft. Jadakiss)
21. "Move On" (9th Wonder ft. Styles P)
22. "Some Cut" (Rashad)